# El goril·la
 El goril·la  (original: The Ape) és una pel·lícula dels Estats Units de William Nigh, estrenada el 1940. Ha estat doblada al català.

## Argument
El Doctor Bernard Adrian ha començat unes investigacions mèdiques per tal de curar una jove dona de la polio. Sap que és a prop de l'objectiu, però perquè la seva vacuna sigui eficaç, li cal procurar-se líquid raquidi d'un ésser humà. Per això, no vacil·larà a transformar-se en assassí... Però al mateix temps, un simi monstruós aconsegueix escapar-se d'un zoo. El terror no triga a estendre's a la ciutat.

## Repartiment
- Boris Karloff: El Doctor B.Adrian
- Ray Corrigan: el goril·la assassí
- Maris Wrixon: Miss Frances Clifford
- Gene O'Donnell: Danny Fosteur
- Pauline Drake:
- George Cleveland: Howley